# Кургани (Бежецький район)
Кургани (рос. Курганы) — присілок в Бежецькому районі Тверської області Російської Федерації.
Населення становить 7 осіб. Входить до складу муніципального утворення Пореч'євське сільське поселення.

## Історія
Від 2005 року входить до складу муніципального утворення Пореч'євське сільське поселення.

## Населення
| 1859 | 2008 | 2010 |
| ---- | ---- | ---- |
| 96   | ↘11  | ↘7   |